# Jefferies (manzana)
Jefferies es el nombre de una variedad cultivar de manzano (Malus domestica). 
Un híbrido de manzana de Parentales desconocidos, y originaria de EE. UU. Se originó alrededor de 1830 con Isaac Jefferies, Newlintownship, Condado de Chester, Pensilvania. Y nombrado por la "Pennsylvania Horticultural Society". Las frutas tienen una pulpa firme y crujiente con un sabor subácido a ligeramente dulce. Tolera la zona de rusticidad delimitada por el departamento USDA, de nivel 5.

## Sinonimia
- "Everbearing",
- "Grantham",
- "Jefferis",
- "Jefferis Red".

## Historia
'Jefferies' es una variedad de manzana, que surgió como plántula casual en el este de América del Norte a principios del década de 1830 en la granja de 'Isaac Jefferies, Newlintownship, Condado de Chester, Pensilvania, Estados Unidos.
Está cultivada en diversos bancos de germoplasma de cultivos vivos tales como en National Fruit Collection (Colección Nacional de Fruta) de Reino Unido con el número de accesión: 1952-113

## Características
'Jefferies' es un árbol de un vigor moderadamente vigoroso. Con frecuencia comienza a producir frutos como un árbol de tres años y da anualmente, no tan bien cuando el árbol envejece. Aclareo de la fruta necesario para evitar la sobreproducción. Tiene un tiempo de floración que comienza a partir del 4 de mayo con el 10 % de floración, para el 10 de mayo tiene una floración completa (80 %), y para el 18 de mayo tiene un 90 % caída de pétalos.
Tiene una talla de fruto de pequeño a medio con altura promedio de 52,50 mm y anchura promedio de 68,00 mm; forma redondo aplanada; con nervaduras muy débiles, y corona media; epidermis tiende a ser fina cerosa con color de fondo es amarillo, con un sobre color que está casi completamente lavado con un rubor rojo oscuro y rayas más oscuras, importancia del sobre color medio-alto, y patrón del sobre color rayado / moteado, algunas redes de ruginoso-"russeting", especialmente alrededor de la cavidad del pedúnculo. Algunas pequeñas lenticelas "russeting", ruginoso-"russeting" (pardeamiento áspero superficial que presentan algunas variedades) bajo; cáliz es pequeño y abierto, asentado en una cuenca mediana y poco profunda; pedúnculo es muy corto y delgado, colocado en una cavidad moderadamente profunda y en forma de embudo; carne de color amarillenta, textura de grano fino, tierno, crujiente, sabor muy jugoso y dulce con un toque vivaz a pera, aromático.
Su tiempo de recogida de cosecha se inicia a mediados de septiembre. Se vuelve muy grasoso a medida que madura. Se mantiene bien hasta cuatro meses en cámara frigorífica. Resiste el congelamiento.

## Usos
Una excelente manzana para comer en postre de mesa.

## Ploidismo
Diploide, auto estéril. Grupo de polinización: C, Día 9.

## Susceptibilidades
- Muy resistente al mildiu, y a la sarna del manzano.
- Propenso a la infestación de la polilla de la manzana.[6]